# Porta i làpida de l'habitatge al carrer Dr. Oliva i Prat, 11 (Girona)
La porta i làpida de l'habitatge al carrer Dr. Oliva i Prat, 11 són elements arquitectònics d'una casa de Girona que formen part de l'Inventari del Patrimoni Arquitectònic de Catalunya.

## Desceripció
L'edifici està inventariat per la porta i la làpida. La porta dovellada d'accés a l'habitatge és semi dovellada amb pedra polida amb restes de pintura de color roig. L'arc ha estat catxat un tros. Al costat dret, i més amunt hi ha una làpida que sobresurt de la façana, amb la inscripció: "HECES I DOMUS BEN/ FICII STI NICOLAI/ QUAM FERE DIRU/ IAM NAR VAHIBE/ NET INSTAURAVIT". La casa està en molt mal estat i cal remarcar una finestra amb data de 1587 i un pou interior. La casa la va fer en Benet Vahí, sota el beneficiat de Sant Nicolau, segons relata la làpida.